# M81 Woodland

Lo schema di mimetismo M81 Woodland.

M81 Woodland è stato uno dei più usati schemi di mimetismo delle forze armate statunitensi.
Questa mimetica è stata usata da tutti i reparti dell'Esercito, oltre che dalla Marina e dall'Aeronautica degli Stati Uniti dal 1981 al 2006, anno della sua sostituzione. Si tratta di uno schema di mimetismo a quattro colori (nero, verde, marrone, color sabbia) ad alto contrasto, con disegno irregolare.

## Storia e sviluppo
Durante la Seconda guerra mondiale le uniformi mimetiche non ebbero molta diffusione presso l'esercito statunitense. Se si esclude il "Frog Skin", impiegato quasi esclusivamente sul teatro del Pacifico, in Europa le truppe americane preferirono l'usuale uniforme cachi scuro. Questa decisione era dovuta al fatto che le mimetiche erano troppo simili a quelle utilizzate dalle Waffen SS, quindi, c'era il rischio di incorrere nel fuoco amico.
Nel secondo dopoguerra, visti gli indubbi vantaggi di un'uniforme mimetica, l'ERDL (Engineer Research and Development Laboratory) diede alla luce uno schema mimetico che, dallo stesso, prende il nome (Engineer Research and Development Laboratory (mimetica)). Tale schema, risalente al 1948 ma adottato solo durante il conflitto in Vietnam dal 1968 e dato in dotazione alle truppe speciali, era identico all'M81 Woodland nei colori. Il grande successo ottenuto sul campo spinse i ricercatori a studiare una nuova versione che ne incrementasse le capacità mimetiche. Il Woodland vide la luce nel 1981, e rispetto al modello ERDL differiva per il disegno, che nella nuova versione era meno regolare, e per le dimensioni delle chiazze, che erano una versione ingrandita di quelle del modello precedente. La nuova mimetica venne quasi subito adottata dall'esercito, dalla marina e dall'aviazione americana sulle nuove BDU (Battle Dress Uniform). Questo pattern mimetico si rivelò così efficace nell'ambiente boschivo che venne in seguito adottato dagli eserciti di altre nazioni come base per sviluppare mimetismi propri. Esempi di mimetiche che si ispirano all'M81 Woodland sono il "Camuffamento Europa centrale" dell'esercito francese, il "Soldier 2000" sudafricano e il "Type 99" cinese.
L'avvento delle uniformi digitali (vedasi l'Army Combat Uniform nello schema Universal Camouflage Pattern) ha sostituito quasi completamente la Woodland. Dal 2011 l'Esercito statunitense ha iniziato a dotare diversi reparti di fanteria della MultiCam, prendendo in considerazione l'ipotesi di eliminare completamente l'ACU (Army Combat Uniform) in schema digitale Universal Camouflage Pattern per sostituirla con la nuova mimetica Operational Camouflage Pattern verso la fine di settembre 2019. Invece, il Corpo dei Marines ha già adottato dal 2003 la nuova uniforme da combattimento con schema mimetico digitale  MARPAT.